# Rochus Misch
Rochus Misch (29. července 1917 Stare Siołkowice – 5. září 2013 Berlín) byl německý poddůstojník (Oberscharführer). Účastnil se během druhé světové války v řadách německé 1. tankové divize SS „Leibstandarte SS Adolf Hitler“ (LSSAH) v září 1939 útoku na Polsko, kde byl zraněn, a posléze pracoval pro Adolfa Hitlera jako kurýr, telefonní operátor a především jako bodyguard (1940–1945). Byl jedním z posledních přeživších, co opustili vůdcův bunkr v Berlíně.

## Život
Rochus Misch se narodil v Alt-Schalkowitz u Opole (Stare Siołkowice v dnešním Polsku) . Jeho otec pracoval jako stavební dělník, zemřel krátce před jeho narozením na zranění, které utrpěl v první světové válce. Ovdovělá matka zemřela na zápal plic, když mu byly tři roky, v roce 1922 se utopil jeho starší bratr. Vyrůstal se svými prarodiči z matčiny strany. Živil se jako malíř, oženil se s Gerdou Misch na Silvestra roku 1942. Měli spolu dceru Brigittu Jacob-Engelken, která pracovala jako architektka.

## Nacistická kariéra
V roce 1937 se Misch dobrovolně přihlásil k SS-Verfügungstruppe (SS-VT), která se později stala jádrem Waffen-SS. K 1. říjnu 1937 byl povolán do „Leibstandarte SS Adolf Hitler“ (LSSAH). Zúčastnil se anexe Rakouska i obsazení Sudet. Misch byl během obsazování Polska při vyjednávání o kapitulaci polských vojáků během bitvy u Modlina v září 1939 těžce raněn (utrpěl průstřel plic a měl zraněnou paži), následně dostal Železný kříž druhé třídy a odznak za zranění. Po vyléčení ze zranění byl přidělen k osobní Hitlerově stráži (Führerbegleitkommando, SS-FBK).
Jako mladý člen Hitlerovy osobní stráže ho doprovázel při jeho pobytech v Berchtesgadenu a Rastenburgu. Nesloužil jen jako osobní strážce, ale i jako telefonní operátor nebo kurýr. Dne 16. ledna 1945 po porážce wehrmachtu v bitvě v Ardenách se Misch a zbytek Hitlerových zaměstnanců přestěhovali do vůdcova bunkru v Berlíně. Misch měl na starost všechny tamější telefonní a rádiové komunikace.
Po Hitlerově sebevraždě 30. dubna byl Misch svědkem objevení těla Adolfa Hitlera a Evy Braunové. Byl také přítomen v komplexu bunkru 1. května 1945, kdy Joseph Goebbels a jeho manželka Magda otrávili svých šest malých dětí a spáchali sebevraždu. Misch a mechanik Johannes Hentschel, dva z posledních zbývajících lidí v bunkru, si vyměnili dopisy pro své manželky pro případ, že by se něco stalo, aby ten z nich, který přežije, informoval vdovu. Misch opustil bunkr 1. května, jen několik hodin předtím, než bunkr obsadila Rudá armáda. Utíkal tunelem metra ze stanice Kaiserhof přes nádraží Berlín-Friedrichstraße a přes Weidendammský most ke Štětínskému nádraží, kde poblíž bydlela jeho rodina. Po cestě byl zajat a převezen do Lubjanky v Moskvě. Byl mučen, aby vyzradil přesné informace o Hitlerově osudu. Byl vězněn v Butyrce a strávil pak ještě několik let v sovětském táboře nucených prací.

## Život po propuštění ze zajetí
Po propuštění ze zajetí v roce 1953 se Misch vrátil do Berlína. Domů přijel na Silvestra 1953. Po znovuobjevení bunkru v roce 1990 Misch veřejně prohlásil, že by bunkr neměl být zcela zničen, protože je důležitou součástí světových dějin.
Několik let se rozhodoval, co dělat se svým životem po propuštění ze zajetí. Vykonával různé pomocné práce, mimo jiné pracoval i jako osobní strážce nebo řidič. Většinu nabídek na práci získal prostřednictvím svých válečných kontaktů a mnoho z těchto nabídek vyžadovalo, aby se odstěhoval z Berlína, což jeho manželka odmítala. Během spojenecké okupace si přivydělával prodejem arašídového másla, což mu vynášelo natolik, že uvažoval o konci kariéry malíře, jeho manželka však byla proti. Nakonec získal úvěr od bohatých německých mecenášů na koupi malířské společnosti. Tento způsob obživy mu vyhovoval.
Po smrti Bernda von Freytag-Loringhovena dne 27. února 2007, Armina Lehmanna dne 10. října 2008 a Siegfrieda Knappeho dne 1. prosince 2008 byl Misch posledním přeživším z vůdcova bunkru. Zemřel v roce 2013. Misch byl velice loajální k Hitlerovi, o kterém říkal: „Nebylo to hovado. Nebylo to monstrum. Nebyl to žádný superman.“, „... velmi normální. Ne jako to, co je psáno.“ a „Byl to skvělý šéf.“
Po uvedení německého filmu Pád Třetí říše (Der Untergang) ve Francii v roce 2004 natočil francouzský novinář Nicolas Bourciera v roce 2005 při několika příležitostech s Mischem rozhovor. Výsledný životopis byl publikován ve francouzštině jako J’étais garde du corps d’Hitler 1940–1945 (Byl jsem Hitlerův bodyguard 1940–1945) v březnu 2006 (ISBN 2-253-12154-1). Překlady byly vydány v Jižní Americe, Japonsku, Španělsku, Polsku a Turecku v letech 2006 a 2007. V Německu vyšla tato kniha v roce 2008 pod názvem Der letzte Zeuge. Ich war Hitlers Telefonist, Kurier und Leibwächter.
V roce 2008 Misch sloužil jako poradce pro spisovatele Christophera McQuarrie při práci na filmu Valkýra, zobrazujícím atentát na Hitlera, ke kterému došlo 20. července 1944.
Misch žil ve stejném domě v okrese Rudow v jižním Berlíně, do kterého se přestěhoval po svém propuštění Sověty. Pravidelně vítal návštěvníky, kteří si s ním přáli mluvit nebo natočit rozhovor.

## Smrt
Ke své službě Hitlerovi se slezský rodák až do smrti hlásil. „Neumím si Hitlera jako vraha představit. To prostě není možné. Byl tak přátelský, tak milý,“ citoval jeho slova deník Die Welt. Dne 15. května 2011 již nevyléčitelně nemocný Misch poskytl svůj poslední rozhovor pro Daily Express. Zemřel v Berlíně 5. září 2013 ve věku 96 let na srdeční infarkt jako poslední z vůdcova berlínského bunkru.

## Film
V americkém televizním filmu The Bunker z roku 1981 byl Misch ztvárněn britským hercem Michaelem Kitchenem.
Vzpomínky Rochuse Mische byly pro autory filmu Pád Třetí říše důležitým zdrojem informací při tvorbě scénáře. Postavu Hitlerova bodyguarda ve zmíněném filmu hraje německý herec Heinrich Schmieder, který zemřel v roce 2010. Skutečný Misch tak herce hrající jeho postavu ve vůdcově stanu přežil o tři roky.